# طلخا
طلخا هي مدينة مصرية تتبع محافظة الدقهلية إدارياً وهي قاعدة مركز طلخا. تقع المدينة على الضفة الغربية لفرع دمياط مقابل مدينة المنصورة وتبعد حوالي 120 كم شمال شرق القاهرة.

## التاريخ
مدينة طلخا من القرى القديمة فقد عثر بها على قاعدة تمثال لبطليموس الثالث، واسمها الأصلي وقت الفتح الإسلامي لمصر تارخا (بالإنجليزية: Tarkha)، وردت المدينة باسم طرخا في نزهة المشتاق وفي نسخة أخرى منه طوخا، وقد وردت باسم طلخا في أعمال السمنودية ضمن قرى الروك الصلاحي التي أحصاها ابن مماتي في كتاب قوانين الدواوين، كما وردت باسم طلخا في أعمال الغربية ضمن قرى الروك الناصري التي أحصاها ابن الجيعان في كتاب «التحفة السنية بأسماء البلاد المصرية».
أضيف زمام قرية شبرابيل المندثرة إلى زمام طلخا في سنة 1236 هجرية، أنشئ قسم بيلا في 1871 ووضعت دوواين القسم في طلخا بسبب عدم صلاح مباني بيلا في ذلك الوقت لاحتضانها، صدر قرار بتسمية المركز باسم مركز طلخا في سنة 1881. نقلت إدارة طلخا ومركزها من مديرية الغربية إلى مديرية الدقهلية في عام 1955.

## الموقع والمناخ

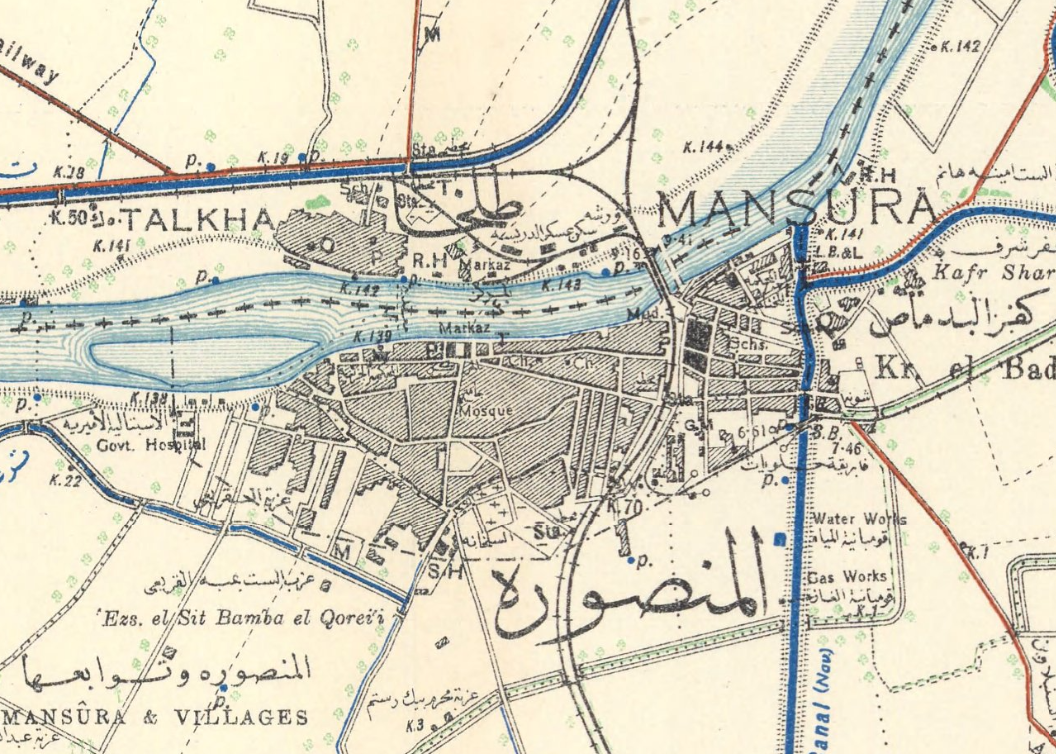
خريطة طلخا سنة 1912

تقع طلخا على الشاطئ الغربي لفرع دمياط مقابلة للمنصورة، يحدها من الشمال أورمان طلخا وكفر دميرة القديم ومن الغرب جوجر وميت الكرماء والباقي فرع دمياط، تبلغ مساحة المدينة 12,22 كم2 مساحة قلبها التجاري 346,950 متر مربع أي 13,2%. تحتضن طلخا العديد من الخدمات الإقليمية ونقطة المواصلات المحورية لبعض الخطوط مثل خط السكة الحديد الأتي من طنطا بدلًا من المنصورة المكتظة. يربط طلخا بالمنصورة كوبري طلخا الذي أنشئ سنة 1951 والكوبري العلوي الذي أنشئ سنة 1995 لتخفيف الضغط عن الأول.
| البيانات المناخية لـطلخا          | البيانات المناخية لـطلخا | البيانات المناخية لـطلخا | البيانات المناخية لـطلخا | البيانات المناخية لـطلخا | البيانات المناخية لـطلخا | البيانات المناخية لـطلخا | البيانات المناخية لـطلخا | البيانات المناخية لـطلخا | البيانات المناخية لـطلخا | البيانات المناخية لـطلخا | البيانات المناخية لـطلخا | البيانات المناخية لـطلخا | البيانات المناخية لـطلخا |
| الشهر                             | يناير                    | فبراير                   | مارس                     | أبريل                    | مايو                     | يونيو                    | يوليو                    | أغسطس                    | سبتمبر                   | أكتوبر                   | نوفمبر                   | ديسمبر                   | المعدل السنوي            |
| --------------------------------- | ------------------------ | ------------------------ | ------------------------ | ------------------------ | ------------------------ | ------------------------ | ------------------------ | ------------------------ | ------------------------ | ------------------------ | ------------------------ | ------------------------ | ------------------------ |
| متوسط درجة الحرارة الكبرى °م (°ف) | 18.9 (66.0)              | 19.8 (67.6)              | 22.4 (72.3)              | 26.3 (79.3)              | 32 (90)                  | 33 (91)                  | 32.7 (90.9)              | 33.3 (91.9)              | 32 (90)                  | 27.5 (81.5)              | 25 (77)                  | 20.6 (69.1)              | 27.0 (80.6)              |
| المتوسط اليومي °م (°ف)            | 12.8 (55.0)              | 13.5 (56.3)              | 15.8 (60.4)              | 19.1 (66.4)              | 23.6 (74.5)              | 25.7 (78.3)              | 26.7 (80.1)              | 26.9 (80.4)              | 25.3 (77.5)              | 22.8 (73.0)              | 19.4 (66.9)              | 14.8 (58.6)              | 20.5 (69.0)              |
| متوسط درجة الحرارة الصغرى °م (°ف) | 6.8 (44.2)               | 7.3 (45.1)               | 9.2 (48.6)               | 11.9 (53.4)              | 15.2 (59.4)              | 18.4 (65.1)              | 20.7 (69.3)              | 20.5 (68.9)              | 18.7 (65.7)              | 17 (63)                  | 13.9 (57.0)              | 9.1 (48.4)               | 14.1 (57.3)              |
| الهطول مم (إنش)                   | 13 (0.5)                 | 9 (0.4)                  | 6 (0.2)                  | 4 (0.2)                  | 3 (0.1)                  | 0 (0)                    | 0 (0)                    | 0 (0)                    | 0 (0)                    | 4 (0.2)                  | 7 (0.3)                  | 11 (0.4)                 | 57 (2.3)                 |
| المصدر: Climate-Data.org          |                          |                          |                          |                          |                          |                          |                          |                          |                          |                          |                          |                          |                          |

## السكان
بلغ عدد سكان المدينة 115,245 نسمة في تقدير يوليو 2024 منهم 57,359 ذكر و57,886 أنثى.
| السنة | عدد السكان | السنة | عدد السكان |
| ----- | ---------- | ----- | ---------- |
| 1882  | 5153       | 1986  | 54,923     |
| 1897  | 6415       | 1996  | 66,199     |
| 1927  | 11,612     | 2006  | 78,785     |
| 1947  | 13,252     | 2017  | 98,628     |
| 1960  | 19,588     | 2024  | 115,245    |
| 1976  | 37,018     |       |            |